# Яккатут (Кашкадарьинская область)
Яккатут (узб. Yakkatut / Яккатут) — посёлок городского типа, расположенный на территории Китабского района Кашкадарьинской области Республики Узбекистан.

Статус посёлка городского типа с 2009 года.